# Тоні Маршалл
Тоні Маршалл (фр. Tonie Marshall, повне ім'я та прізвище — Ентоні-Лі Кароліна Джулія Маршалл (фр. Anthony-Lee Caroline Julie Marshall); 29 листопада 1951, Франція — 12 березня 2020) — французька акторка, кінорежисер, сценаристка та продюсер. Лауреат премії «Сезар» 2000 року за найкращу режисерську роботу у фільмі «Салон краси „Венера“» .

## Біографія та кар'єра
Ентоні-Лі Кароліна Джулія Маршалл народилася 29 листопада 1951 року в Нейї-сюр-Сен, департамент О-де-Сен на захід від Парижа у сім'ї французької акторки Мішлін Прель та американського актора і режисера Вільяма Маршалла. Має зведений брата — актора Майкла Маршалла.
Тоні Маршалл починала кар'єру в кіно монтажером, асистентом режисера. Як акторка почала зніматися у 1971 році та була задіяна у понад 40-а кіно- телефільмах та серіалах. Першою помітною появою на екрані стала роль Бобіно у комедії режисера Жака Демі «Трохи вагітний» (1973).
Як режисер Маршалл дебютувала у 1989 році фільмом «Пентіменто», знятим за сценарієм Сільвії Гранотьє.
Тоні Маршалл найбільш відома за фільмами «Не занадто набожна», що брав участь у конкурсних програмах Берлінського і Венеційського кінофестивалів та «Салон краси „Венера“» (1999), який у 2000 році завоював чотири премії «Сезар» (за найкращий фільм, найкращу режисуру, найкращий сценарій та найперспективнішій акторці — Одрі Тоту).
Тоні Маршалл — учасник петиції на підтримку режисера Романа Полянського.

## Фільмографія (вибіркова)
Акторка
- 1973 — Трохи вагітний / L'evenement le plus important depuis que l'homme a marche sur la lune
- 1973 — Кампанія Ціцерона / La Campagne de Cicéron
- 1980 — Дурні на іспитах / Les Sous-doués — Катрін Жумакур

Режисер
- 1989 — Пентіменто / Pentimento
- 1994 — Не занадто набожна / Pas très catholique
- 1999 — Салон краси «Венера» / Vénus beauté (institut)
- 2002 — Недалеко від раю / Au plus pres du paradis
- 2003 — Бутик / France Boutique
- 2014 — Хочеш чи ні? / Tu veux ou tu veux pas
- 2017 — Номер перший / Numéro une

## Визнання
| Рік                                                      | Категорія                   | Фільм                    | Результат |
| -------------------------------------------------------- | --------------------------- | ------------------------ | --------- |
| Товариство драматичних авторів і композиторів (SACD)     |                             |                          |           |
| 1994                                                     | Приз нових талантів кіно    | Приз нових талантів кіно | Перемога  |
| Берлінський кінофестиваль                                |                             |                          |           |
| 1994                                                     | Золотий ведмідь             | «Не занадто набожна»     | Номінація |
| Міжнародний кінофестиваль у Бергамо                      |                             |                          |           |
| 1994                                                     | Приз Золота роза            | «Не занадто набожна»     | Перемога  |
| Кінофестиваль короткометражних фільмів у Клермон-Феррані |                             |                          |           |
| 1995                                                     | Спеціальна згадка журі      | «фр. Avant mais après»   | Перемога  |
| Кінофестиваль у Кабурі                                   |                             |                          |           |
| 1999                                                     | Золотий Сван                | «Салон краси «Венера»»   | Перемога  |
| Премія «Сезар»                                           |                             |                          |           |
| 2000                                                     | Найкраща режисерська робота | «Салон краси «Венера»»   | Перемога  |
| Венеційський кінофестиваль                               |                             |                          |           |
| 2002                                                     | Золотий лев                 | «Недалеко від раю»       | Перемога  |

## Громадська позиція
Підписала петицію до президента Росії з вимогою звільнити українського режисера Олега Сенцова